# Cornish Stannary Parliament

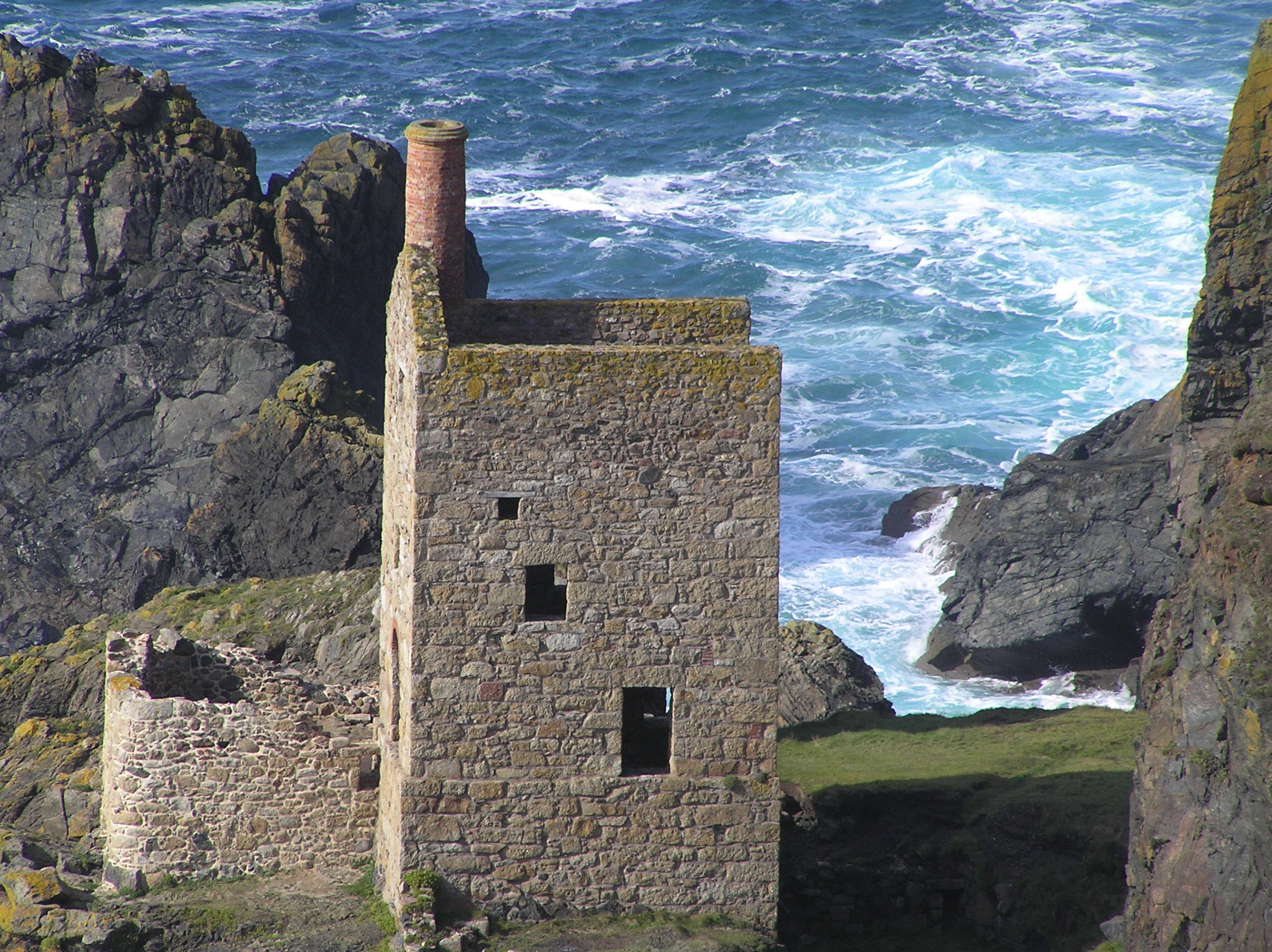
Zrujnowana kopalnia cyny w Kornwalii

Cornish Stannary Parliament i Stannary Courts (Kornwalijski Parlament Cynowy i Sądy Cynowe) – instytucje legislacyjne i sądownicze w Kornwalii i hrabstwie Devon, odrębne dla każdego hrabstwa i działające na nieco innych zasadach. Instytucje te stały na straży interesów kopalni cyny i przemysłu wydobywczego na tych ziemiach. Prawo do zwoływania parlamentu cynowego miał książę Kornwalii. Nazwa wywodzi się od łacińskiego słowa stannum, oznaczającego cynę i stannaria – kopalnia cyny.
Od czasów średniowiecza wydobycie cyny było kluczowym czynnikiem ekonomicznym Kornwalii, stąd też istniało oddzielne prawo dla górników cyny i całej gałęzi gospodarki. Wyłączenie spod prawa cynowego następowało tylko w wyjątkowych okolicznościach.

## Historia
Pierwsze przywileje dla kopalni cyny zostały przyznane przez króla Jana bez Ziemi w 1201, a następne przez króla Edwarda I. Na ich mocy utworzono Stannaries, regiony zbliżone do gwarectw w górnictwie węglowym, a każde z nich miało zapewniony własny sąd. Istniały cztery stannaries w Kornwalii i cztery w Devonie. Stannaries płaciły podatek, zwany coinage, który został zniesiony za czasów Cromwella.

## Parlament Kornwalii
Przywileje cynowe dla Kornwalii zostały potwierdzone w roku 1337 przy założeniu Księstwa Kornwalii. Znaczyło to, że górnicy cynowi (a także inne osoby związane z przemysłem, termin tiners był bardzo pojemny) podlegają jurysdykcji cynowej we wszystkich sprawach poza sprawami ziemi, zdrowia i życia. Prawa zostały zawieszone w wyniku rebelii modlitewników, wkrótce przywrócone przez Henryka VII w zamian za zwiększenie podatku do 1000 funtów. Ostatnie posiedzenie Parlamentu Kornwalii miało miejsce w Truro w 1752.

## Parlament Devonu
Akt z 1305 roku ustanawiał trzy tzw. miasta cynowe: Tavistock, Ashburton i Chagford, które miały monopol na górnictwo cynowe na terenie Devonu, prawo do reprezentacji w Parlamencie Cynowym i prawo do jurysdykcji w sądach cynowych. Czwartym miastem cynowym został Plympton w roku 1307. Parlament składał się z 96 deputowanych, 24 z każdego miasta. Ostatnie zgromadzenie parlamentu miało miejsce w 1786.

## Współczesność
Od 1974 działa Revived Cornish Stannary Parliament (Odrodzony Parlament Cynowy) walczący o autonomię Kornwalii, ale nie jest ciałem uznawanym oficjalnie.